# 教法寺事件
教法寺事件（きょうほうじじけん）は1863年（文久3年）8月16日、下関の教法寺において長州藩諸隊の奇兵隊と撰鋒隊が衝突し撰鋒隊士が斬殺された事件。

## 経緯
高杉晋作により、身分を問わず農民や町人を主体とした奇兵隊が結成されると、藩士から成る藩の正規部隊である撰鋒隊（先鋒隊）との間に軋轢を生じた。両隊とも下関に駐屯していたが、撰鋒隊士は奇兵隊を「百姓兵」「烏合の衆」などと罵り、奇兵隊士は下関戦争の際に敗退した撰鋒隊を「腰抜け侍」と罵ったりするなど、両隊の感情的な対立が深刻化していた。
奇兵隊は前田砲台、撰鋒隊は壇ノ浦砲台を担当しており、毛利定広が両砲台を視察することとなった。最初に奇兵隊が銃隊の訓練・剣術試合などを披露し、続いて撰鋒隊が披露する事となっていたが、時間が押し日没が近づいたため撰鋒隊の披露は中止されてしまった。撰鋒隊士は視察を仕切っていた奇兵隊士宮城彦輔の陰謀であるとしてこれを恨み、宮城や奇兵隊を激しく罵倒し、宮城を襲う勢いを示した。
これを知った宮城ら激昂した奇兵隊士数十人は、撰鋒隊の屯所である教法寺に押し寄せた。これに驚いた撰鋒隊士の多くは逃走したが、病臥中であった隊士蔵田幾之進が奇兵隊士により斬殺された。それを知った撰鋒隊はその報復に、奇兵隊用人の奈良屋源兵衛を殺害した。
藩は騒動の原因となった宮城彦輔に切腹を命じ、宮城は8月27日、教法寺において切腹した。高杉晋作は切腹を免れたものの事件の責任を問われ、結成からわずか3ヶ月程で奇兵隊総督を罷免された。河上弥市と滝弥太郎の二人がその後任となり、奇兵隊の本拠は小郡に移動させられた。